# Internierungslager Gadeland
Das Internierungslager Gadeland (Civil Internment Camp No. 1) wurde im Juni 1945 in Gadeland bei Neumünster auf dem Gelände der Lederfabrik Emil Köster errichtet.
Interniert wurden dort alle Personen, von denen man vermutete, dass sie wichtige Funktionäre der NSDAP gewesen seien.
Im Herbst 1945 waren dort 11.000 Menschen interniert, unter ihnen war „ein vergleichsweiser hoher Anteil mutmaßlicher Kriegsverbrecher“. Das Lager wurde im Herbst 1946 aufgelöst, die verbliebenen 6.000 Insassen wurden in das Internierungslager Eselheide bei Paderborn verlegt.
Zum 10. Jahrestag der Errichtung des Lagers versammelten sich ca. 3.000 ehemalige Internierte („Gadeländer“), um eine Entschädigung für ihre Internierung zu fordern. Dieses Treffen wurde von 2.000 Polizisten begleitet, die 2.000 dagegen demonstrierende Gewerkschafter zurückdrängten.

## Prominente Internierte
- Herbert Bellmer
- Werner Heyde
- Friedrich Hildebrandt
- Hans Loritz
- Curt Rothenberger
- Otto Georg Thierack[3]